# Filipe Machado
Filipe Machado, né le 13 mars 1984 à Gravataí et mort le 28 novembre 2016 à La Unión, est un footballeur brésilien qui évolue au poste de défenseur.
Il meurt dans le crash d'avion du Vol 2933 LaMia Airlines.

## Biographie
Avec le club du CSKA Sofia, il dispute 38 matchs en première division bulgare, inscrivant deux buts.
Avec l'équipe de Chapecoense, il dispute 16 matchs en première division brésilienne (un but), et participe à la Copa Sudamericana.

## Palmarès
- Champion de Bulgarie en 2008 avec le CSKA Sofia
- Vainqueur de la Supercoupe de Bulgarie en 2008 avec le CSKA Sofia
- Champion d'Azerbaïdjan en 2010 avec l'Inter Bakou
- Champion du Brésil de Série C en 2014 avec Macaé
- Premier du Groupe I de Segunda División B (D3 espagnole) en 2007 avec Pontevedra